# Doodstraf

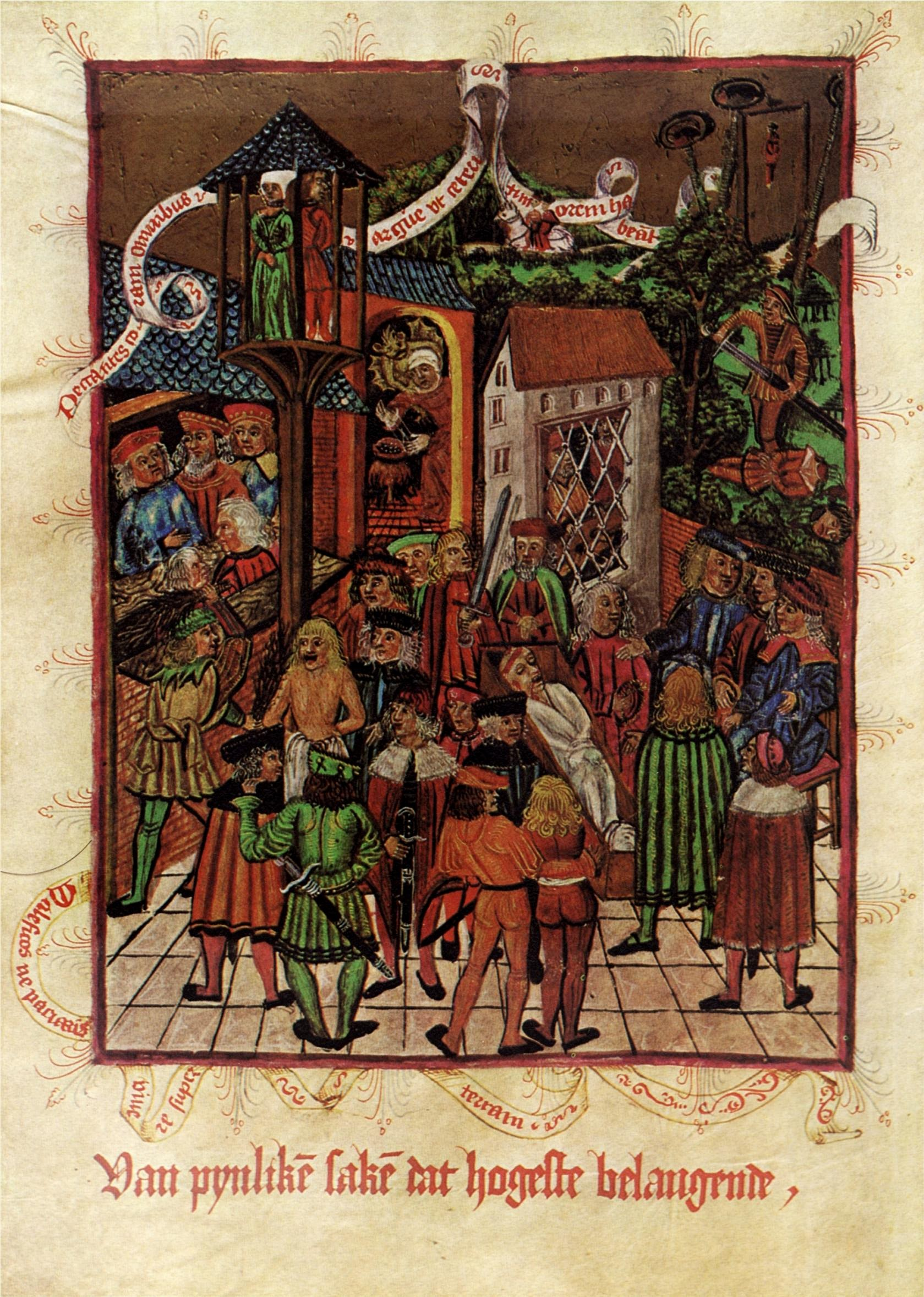
Afbeelding uit het Hamburger Stadtrecht, 1497

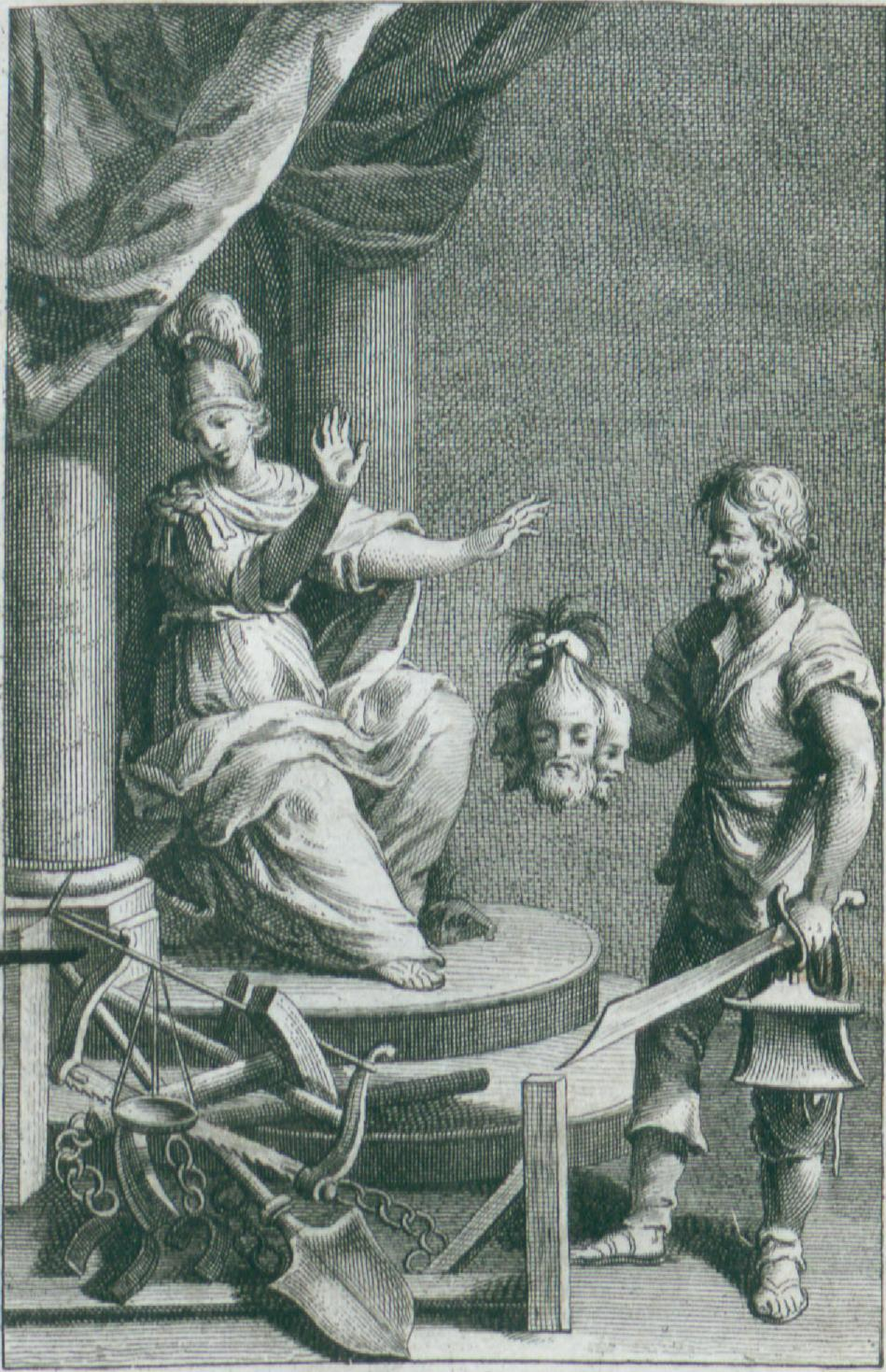
Cesare Beccaria: Dei delitti e delle pene

De doodstraf is de uitvoering van de zwaarst mogelijke, door een rechter opgelegde straf. Het houdt het ter dood brengen van de daartoe veroordeelde in op een wettelijk voorgeschreven wijze. Hierin onderscheidt zij zich van het buitengerechtelijk lynchen en van buitengerechtelijke executies.  
Een ter dood veroordeelde wordt doorgaans niet onmiddellijk ter dood gebracht, doch veelal voorafgaand aan de voltrekking van de straf (executie) gevangen gehouden, eventueel in verband met het instellen van een rechtsmiddel (hoger beroep of een verzoek om gratie), teneinde de voltrekking af te wenden. Zo'n procedure kan tegenwoordig vele jaren duren. Op de dag van de executie wordt de veroordeelde overgebracht naar de plaats waar het vonnis wordt uitgevoerd. Vervolgens vindt de executie plaats volgens een vastgesteld protocol door een van overheidswege bevoegd persoon (de beul) of personen.
Buitengerechtelijke doodstraffen worden soms opgelegd door machthebbers om tegenstanders en concurrenten uit de weg te ruimen onder het mom van 'verraders' en 'staatsgevaarlijke elementen'. Dit gebeurt voornamelijk in dictaturen. Er is daarbij geen sprake van onafhankelijke rechtszaak. In sommige landen worden wel schijnprocessen gehouden, processen waarbij de uitkomst al van tevoren vaststaat. Een praktijk die in veel Latijns-Amerikaanse dictaturen voorkwam was het laten 'verdwijnen' van dissidente figuren. Worden personen zonder proces ter dood gebracht, dan spreekt men wel van standrechtelijke executie, maar in feite is het moord.

## Geschiedenis van de doodstraf

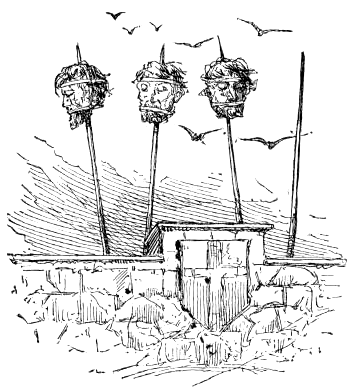
Schets van gespietste hoofden van ter dood veroordeelde misdadigers op de London Bridge

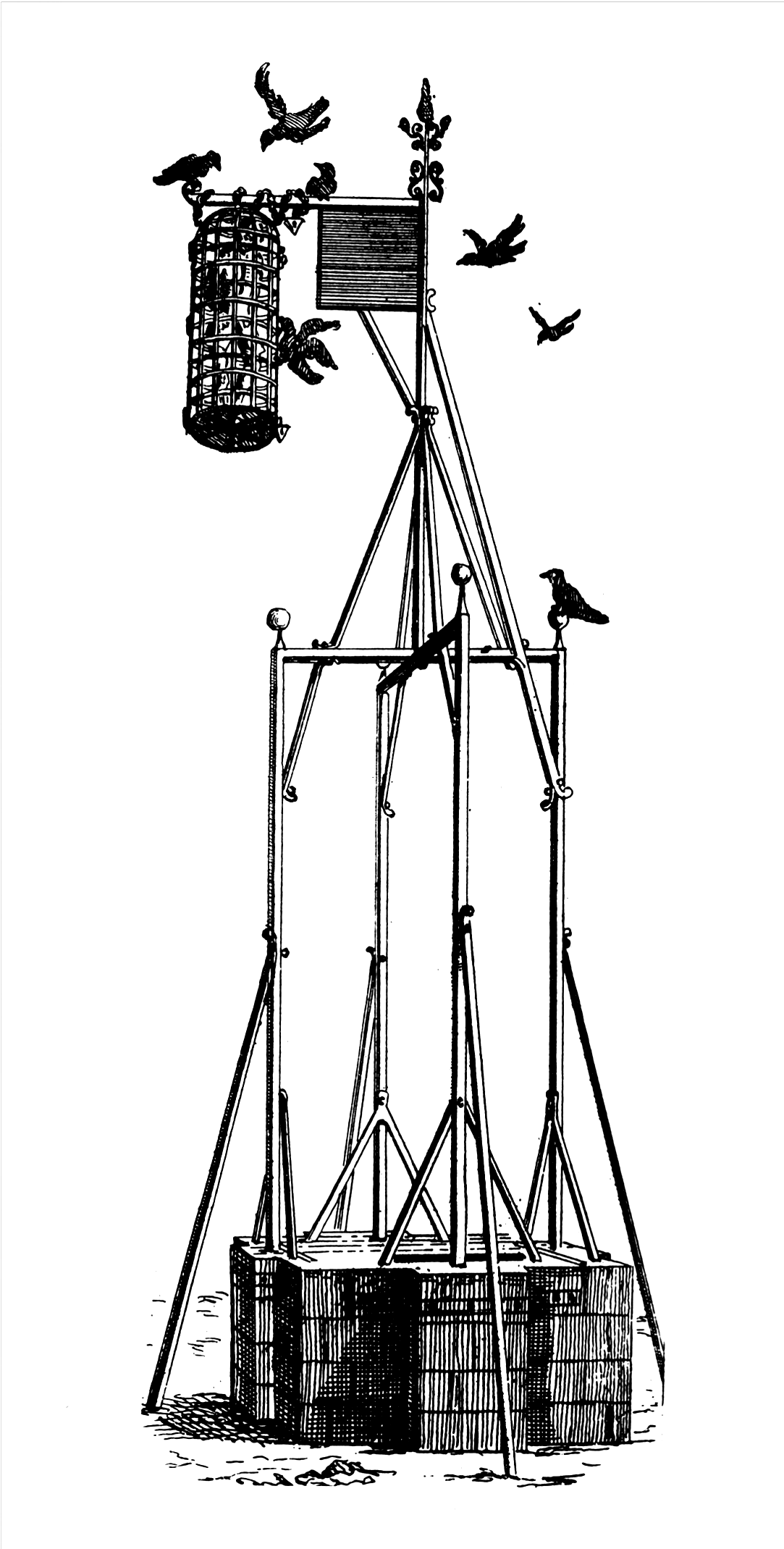
Executie van Joseph Süß Oppenheimer, 1738

De doodstraf bestaat al duizenden jaren. Veel historische bronnen geven aan dat deze straf al in de tijd dat mensen nog in stammen leefden onderdeel was van het juridische systeem. In z'n algemeenheid kon in die tijd een misdaad worden bestraft met het compenseren van het slachtoffer door de dader, lijfstraffen, het mijden van de dader, verbanning of executie. Het is echter waarschijnlijk dat, omdat de gemeenschappen in die tijd erg klein waren, er weinig misdaden binnen de gemeenschap werden gepleegd en daarnaast dat men zeer terughoudend was met het verbannen of ombrengen van een lid van de gemeenschap. Dit gold echter niet voor misdaden die door mensen van buiten de eigen gemeenschap werden gepleegd. Zelfs relatief kleine misdaden zoals diefstal door iemand van buiten de eigen gemeenschap, werden beschouwd als een aanval op de hele gemeenschap en werden soms zwaar bestraft. Misdaden gepleegd door iemand van een naburige stam konden leiden tot vetes die generaties konden voortbestaan, maar werden ook vaak afgedaan met officiële excuses en compensatie. Deze compensatie konden materieel zijn (bijvoorbeeld het betalen van de schade met vee of slaven), het uitwisselen van bruiden en bruidegoms, maar ook kon besloten worden dat er met bloed moest worden terugbetaald. Soms werd genoegen genomen met dierlijk bloed, dat het menselijk bloed kon vervangen, maar soms werd ook iemand uit de stam van de dader aangeboden voor executie. Dit hoefde niet noodzakelijkerwijs de dader zelf te zijn: het ging om een conflict tussen twee gemeenschappen en niet tussen individuen.
Enkele duizenden jaren geleden verenigden stammen zich langzamerhand tot naties. Door het veroveren van nabijgelegen landen en stammen, vermengden de bevolkingen zich ook meer. Er ontstond een bovenklasse gebaseerd op religie, rijkdom of macht en minder op de stam waar men oorspronkelijk vandaan kwam. Zo ontstond ook steeds meer de behoefte om een uniform rechtssysteem in te voeren, waarin onder meer de relaties tussen de maatschappelijke klassen formeel werd vastgelegd. Een van de oudste en meest bekende rechtssystemen is de Codex Hammurabi uit ongeveer 1780 v.Chr.. In dit wetboek werden straffen opgenomen voor verschillende misdrijven, waarbij de strafmaat afhing van de maatschappelijke klasse van de dader en die van het slachtoffer. De Codex Hammurabi kende de doodstraf onder meer voor het valselijk iemand beschuldigen van moord, meineed, het ontduiken van een mobilisatieoproep, overspel en het verkrachten van een maagd.
De joodse Thora (vermoedelijk uit de periode rond 750 v.Chr.) kende de doodstraf voor moord, ontvoering, magie, het schenden van de Sabbat, godslastering en een breed scala aan seksuele misdrijven. Tegenwoordig neemt men aan dat executies in Israël en Juda zeldzaam waren, omdat de benodigde bewijslast erg zwaar was.
In het oude Griekenland werd de eerste wet geschreven door Draco, rond 621 v.Chr. De doodstraf werd toegepast voor een groot aantal misdrijven en de uitdrukking draconische maatregelen is hiervan afkomstig.
In Europa was de doodstraf tijdens de middeleeuwen en de periode erna een algemene straf voor een breed scala aan misdrijven. In de 18e eeuw bijvoorbeeld stond in Groot-Brittannië de doodstraf op niet minder dan 222 misdrijven, waaronder het ongeoorloofd kappen van een boom of het stelen van een dier. Vaak werd de doodstraf in deze periode omgezet in verbanning naar een van de nieuwe koloniën.
Liechtenstein was in 1798 het eerste land ter wereld dat de doodstraf afschafte. Een steeds groter aantal landen heeft de doodstraf sindsdien volledig afgeschaft of voert deze niet meer uit. Het afschaffen van de doodstraf is een van de voorwaarden die verbonden is aan het lidmaatschap van de Europese Unie.

## Uitvoeringsmethoden
In de loop der tijd kwam er een beweging op gang om de doodstraf meer humaan te maken. De juridisch leermeester Maimonides schreef al in de 12e eeuw dat het "beter is om 1000 schuldige mensen vrij te laten dan om één onschuldige ter dood te brengen". In de 18e eeuw werd in Frankrijk de guillotine ingevoerd om het voltrekken van de doodstraf zo snel en pijnloos mogelijk te maken. In een aantal landen waar ophanging een gebruikelijke manier van het voltrekken van de doodstraf was, werd de korte val vervangen door een lange val, waardoor de veroordeelde direct stierf aan een gebroken nek in plaats van langzaam te stikken. In de Verenigde Staten werden eind 19e en 20e eeuw nieuwe methoden gezocht om veroordeelden op een minder pijnlijke manier te laten sterven. Als vervanging voor ophanging werd eerst elektrocutie met de elektrische stoel ingevoerd, daarna de gaskamer en ten slotte de dodelijke injectie. Van geen van deze methoden staat echter vast dat ze pijnloos zijn en elk ervan is omstreden.
Ondanks het feit dat de 'humanere' methoden breed zijn ingevoerd, kennen sommige landen nog steeds methoden die als inhumaan gelden, zoals het langzaam ophangen, het onthoofden met een zwaard en zelfs stenigen.
Met name in het verleden kon een doodstraf als "eervol" of "oneervol" gelden, wat met name voor de familie van de veroordeelde van belang kon zijn. Edelen werden meestal onthoofd, deze executiemethode stond dan ook bekend als "eervol". Een andere "eervolle" methode was het vuurpeloton, dat hoofdzakelijk voor militairen werd gebruikt. Typische voorbeelden van "oneervolle" doodstraffen waren verbranding, een nek- of rugschot, ophanging en vierendeling. Mede vanwege de aard van hun misdrijven werden de terdoodveroordeelden na de processen van Neurenberg opgehangen en werd hun het "eervolle" vuurpeloton ontzegd.
Een andere eervolle methode is zelfmoord. In Japan en het Romeinse Rijk werd van een verdachte verwacht dat hij zelfmoord pleegde voordat hij gevangen werd genomen. In de moderne tijd wordt hem deze optie echter ontzegd. De geallieerden beschouwden het als een teleurstelling dat Hermann Göring door zelfmoord aan de strop ontsnapte.

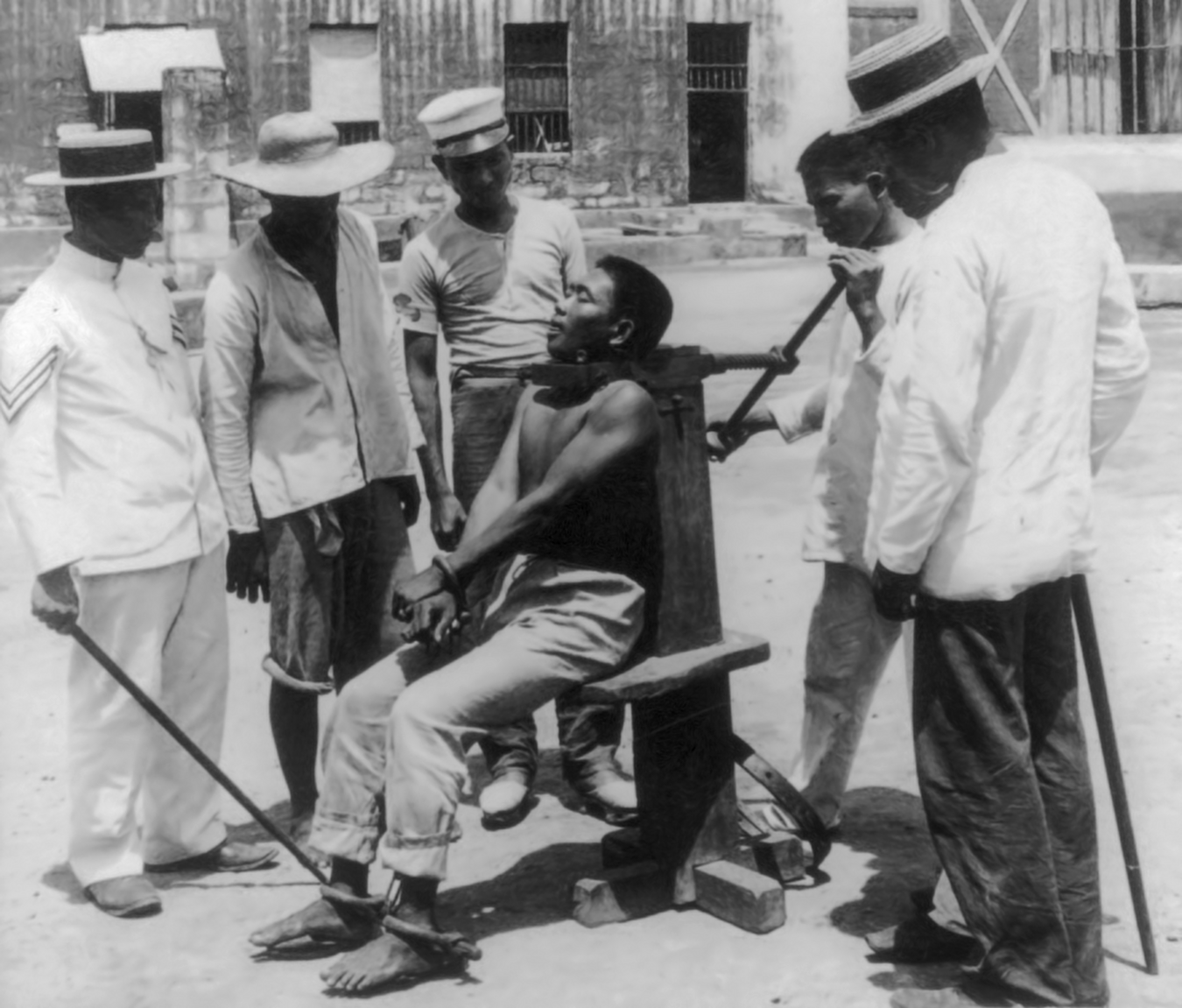
Terechtstelling aan de garrote in 1901 in de Bilibid-gevangenis in Manilla op de Filipijnen

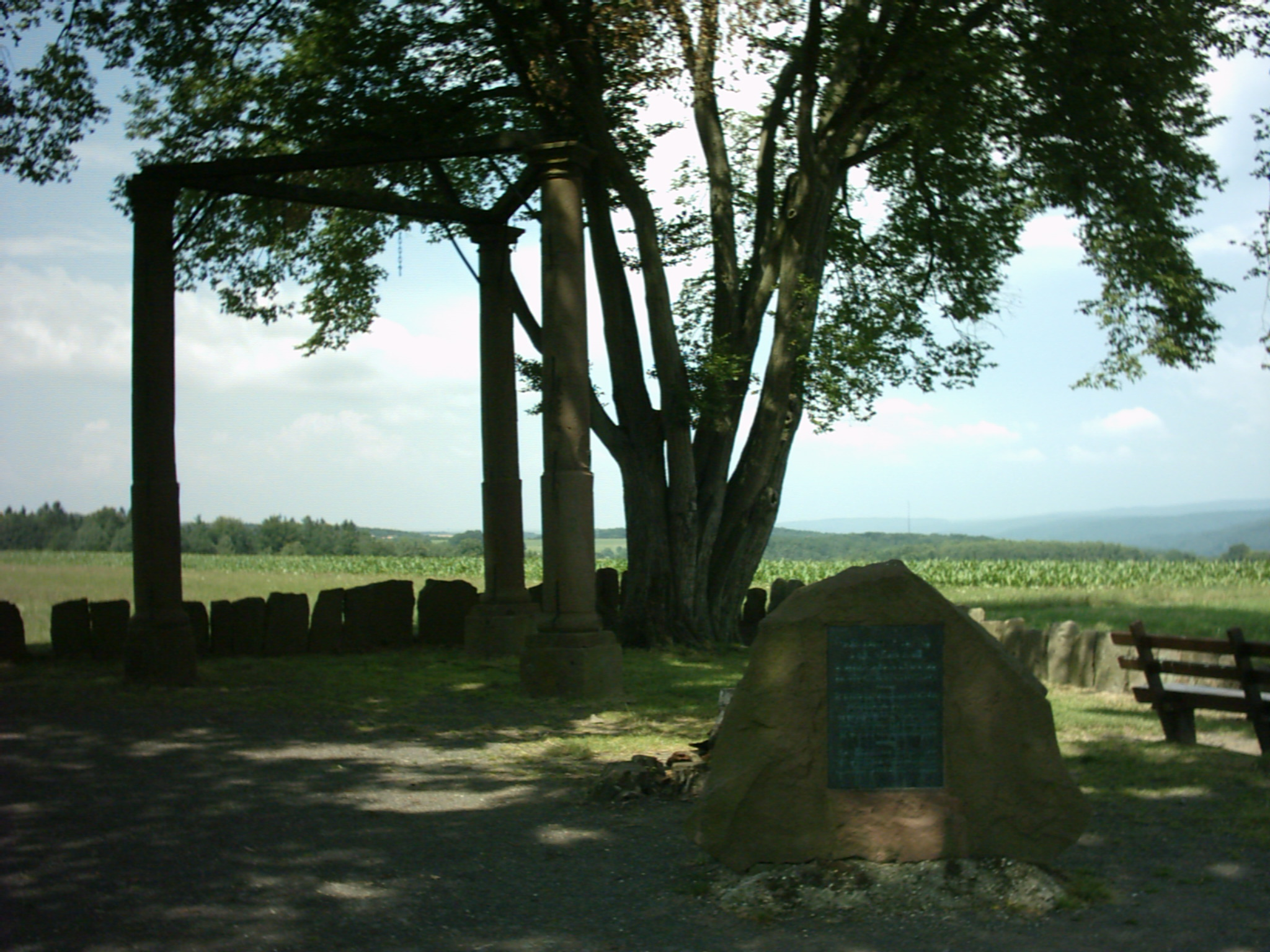
Galg in Beerfelden

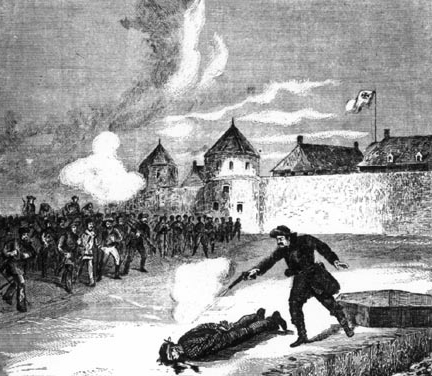
Executie van Thomas Scott, Canada, 1870

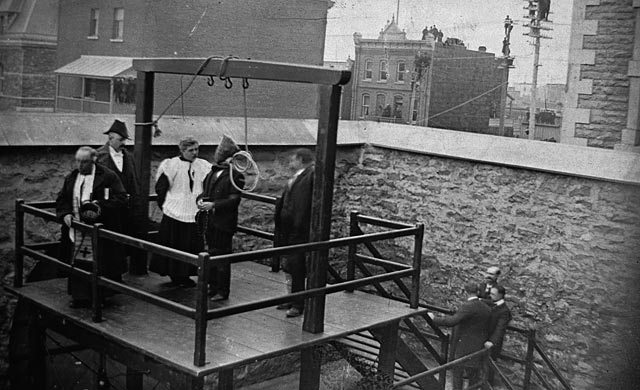
Ophanging van Stanislaus Lacroix, Quebec, 1902

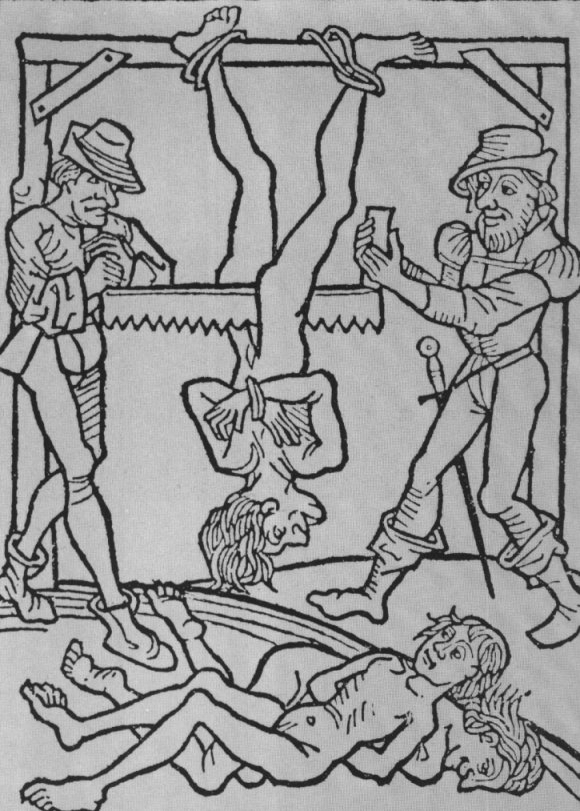
Klieven, middeleeuwse afbeelding

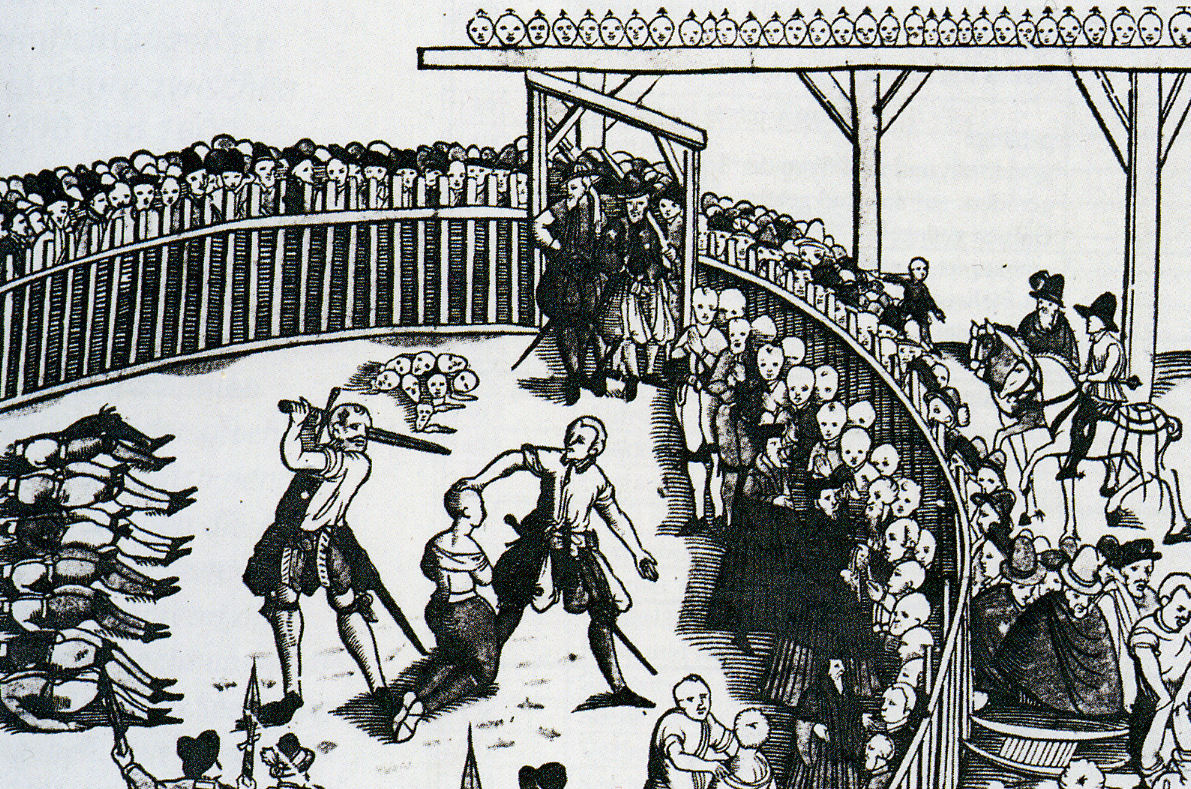
Onthoofding van zeerovers in Hamburg, Sebastian Sonntag, 1573

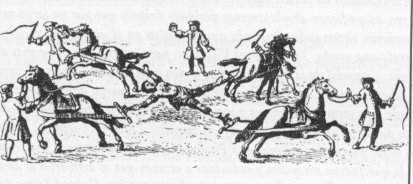
Túpac Amaru II, de inheemse leider van een Inca-opstand in Peru, wordt gevierendeeld door de Spanjaarden, 1781

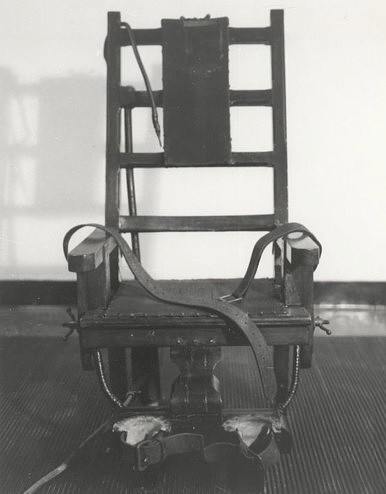
De fameuze elektrische stoel - Old Sparky van Sing-Sing-gevangenis

Er zijn diverse manieren om de doodstraf uit te voeren. Tegenwoordig is het in veel landen de bedoeling dat een executie zo snel en 'humaan' mogelijk wordt gedaan. In het verleden, en in sommige landen nog steeds, was het juist de bedoeling dat de veroordeelde lang en hevig leed als vergelding en als afschrikwekkend voorbeeld voor potentiële misdadigers. Om die reden werden executies vaak publiekelijk uitgevoerd. In Saoedi-Arabië, Jemen, Iran, Noord-Korea en Syrië gebeurt dit nog steeds.
Volgens Amnesty International worden op dit moment wereldwijd vooral de volgende methoden gebruikt om veroordeelden ter dood te brengen: dodelijke injectie met gif, elektrocutie met de elektrische stoel, vergassing in de gaskamer, het ombrengen met een vuurwapen ("met de kogel", door middel van een nekschot of fusillade), ophanging ("met de strop"), onthoofding ("met het zwaard") of steniging. Af en toe worden nog andere methodes gerapporteerd.

## Standpunten over de doodstraf
De doodstraf is een omstreden onderwerp. De mening over de doodstraf varieert sterk van land tot land.

### Argumenten voor de doodstraf
Vele mensen die voor de doodstraf zijn vinden dat de doodstraf afschrikkend werkt en dat het ook herhaling voorkomt. Ook zeggen ze dat de doodstraf goedkoper is voor de samenleving dan langdurige gevangenisstraf. Als tegenargument voor de onherroepelijkheid van de doodstraf argumenteren zij dat een gevangenisstraf ook maar gedeeltelijk te herroepen is. Daarnaast vinden zij ook dat misdadigers moeten boeten voor hun daden. Voorstanders van de doodstraf vinden ook dat het niet correct is dat de werkende mens opdraait voor de kosten van gevangenschap van zware criminelen. Een ander belangrijk argument voor de doodstraf is de beveiliging van de maatschappij, iemand die dood is kan niets meer uitrichten, bij iemand in de gevangenis weet je het nooit zeker. 

### Argumenten tegen de doodstraf
Tegenstanders van de doodstraf zijn van mening dat de doodstraf te zwaar is. Daarnaast is de doodstraf onherroepelijk: als later blijkt dat er een gerechtelijke fout is gemaakt en de verkeerde persoon is veroordeeld, dan is er geen correctie meer mogelijk. In de praktijk werden tussen 1973 en 2021 in de Verenigde Staten 185 mensen die oorspronkelijk tot de doodstraf werden veroordeeld uiteindelijk vrijgelaten na vrijspraak, intrekking van aanklachten of gratie. De staat verlaagt zich daarnaast op deze manier ook naar het niveau van moordenaars. Er is verder ook nog nooit wetenschappelijk aangetoond dat een wetssysteem met doodstraf effectiever is dan een zonder de doodstraf. Ook betwisten zij het argument dat de doodstraf zoveel goedkoper is dan levenslange gevangenisstraf: veel van de doodstrafveroordelingsprocessen duren lang en kosten zeer veel geld, en ook de tijd in de dodencellen voordat men geexecuteerd wordt kan hierdoor tot tientallen jaren oplopen. Bovendien overlijden er gedetineerden in de dodencellen voor de staat de kans heeft gekregen hen te executeren. Ook menen veel tegenstanders dat de doodstraf geen echte straf is, omdat een straf is bedoeld om van te leren. Verder menen tegenstanders dat de doodstraf een schending van de mensenrechten is en dat moord altijd slecht is, ook al gaat het om een crimineel. De opsluiting in de dodencel wordt door de terdoodveroordeelde als extra kwelling ervaren vanwege de onzekerheid en de omstandigheden zijn er slechter dan in gewone gevangenissen, wat tegenstanders als onnodige additionele geestelijke foltering zien. Geestelijke problemen bereiken dan ook in de dodencellen veelvouden van het statistisch gemiddelde, men spreekt ook wel van dodencelneurose. Ten gevolge hiervan zijn ook zelfmoordcijfers hoog, vaak door opgespaarde medicijnen ineens in te nemen, of verhanging of verstikking met kleding.

### Religieuze standpunten over de doodstraf

#### Boeddhisme
Er is onenigheid onder boeddhisten over of het boeddhisme de doodstraf wel of niet verbiedt. Het eerste van de Vijf Voorschriften verbiedt leven te vernietigen en hoofdstuk 10 bijvoorbeeld van de Dhammapada zegt
Iedereen is bang voor straf; iedereen is bang voor de dood, net als jij. Dood daarom niet.
Ook in andere delen van de Dhammapada staan uitspraken die, vooral door boeddhisten in het Westen, worden uitgelegd als standpunten tegen de doodstraf. Maar andere boeddhisten interpreteren de geschriften anders, waardoor zij om religieuze redenen juist voorstander van de doodstraf zijn. De meeste landen waar het boeddhisme de officiële godsdienst is kennen en kenden de doodstraf voor enkele misdrijven. Een bekende uitzondering is de afschaffing van de doodstraf door Keizer Saga van Japan in 718. De doodstraf bleef afgeschaft tot 1165, alhoewel er enkele executies plaatsvonden.
Tegenwoordig kent Japan nog steeds de doodstraf, al stelde toenmalig minister van Justitie Seiken Sugiura vanwege geloofsovertuigingen een kort moratorium in. In december 2006 werden evenwel weer executies uitgevoerd. Dit gebeurde nadat Sugiura opgevolgd was door Jinen Nagase.
Het beleid in andere landen waar boeddhisten een meerderheid vormen is verschillend: Bhutan bijvoorbeeld heeft de doodstraf afgeschaft, maar Thailand kent de doodstraf nog wel.

#### Jodendom
In de halacha (joodse wet) geldt de doodstraf (in aflopende zwaarte door steniging, verbranding, onthoofding of verwurging) voor uiteenlopende misdrijven, zoals godslastering, diverse seksuele misdaden, moord, ontvoering, verkrachting, het slaan van een ouder en nog een aantal andere delicten. Het Talmoed-traktaat Sanhedrin geeft een weerslag van de debatten die rond het begin van de niet-joodse jaartelling hierover zijn gevoerd.
Hoewel de doodstraf in theorie dus is toegestaan, zijn de eisen die aan het bewijs gesteld worden zo zwaar dat in de praktijk de doodstraf zelden is toegepast. Er dienen namelijk twee koosjere getuigen - Joodse mannen van onbesproken gedrag - het delict gezien te hebben én er moet vooraf een waarschuwing zijn gegeven. Een Klein Sanhedrin (rechtbank van drieëntwintig rechters, die bevoegd was de doodstraf uit te spreken) dat eens in de zeventig jaar een doodvonnis liet voltrekken werd beschouwd als een bloeddorstige rechtbank.
In het jaar 30 na Chr. kwam er een definitieve uitspraak door het Groot Sanhedrin, het hoogste rechtsorgaan: menselijke rechters waren niet competent genoeg om een doodvonnis uit te spreken. Nadien is dat dan ook niet meer gebeurd: de doodstraf is een theoretische maximumstraf geworden, die alleen door God gebruikt zou mogen worden maar niet door feilbare mensen. De bekende uitspraak: Het is beter en stemt tot meer tevredenheid om duizend schuldigen vrij te laten dan om één onschuldig iemand ter dood te brengen is dan ook afkomstig van de Joodse filosoof en rechtsgeleerde Maimonides.
De joodse staat Israël kent in principe alleen de doodstraf voor nazimisdadigers. De doodstraf werd sinds de oprichting van de staat in 1948 tweemaal uitgevoerd. De eerste executie betrof Meir Tobianski, een officier van het IDF, die onschuldig was en later werd gerehabiliteerd, de tweede de oorlogsmisdadiger Adolf Eichmann. Gevangengenomen terroristen kunnen ter dood veroordeeld worden, maar om te voorkomen dat zij als martelaren worden beschouwd, wordt de doodstraf niet uitgevoerd.

#### Christendom
Christenen hebben verschillende standpunten ten aanzien van de doodstraf. Veel christenen die om religieuze redenen tegen de doodstraf zijn, refereren aan uitspraken van Jezus als het enkele "Wie zonder zonde is, werpe de eerste steen" en "Zondig niet meer" (Johannes 8:7-11) en  Christenen die om religieuze redenen voorstander van de doodstraf zijn, halen op hun beurt uitspraken in het Oude en het Nieuwe Testament die de doodstraf ondersteunen aan, zoals "wie een van de geringen die in mij geloven van de goede weg afbrengt, die kan maar beter met een molensteen om zijn nek in zee geworpen worden en in de diepte verdrinken" (Jezus in Matteüs 18:6) en "ze [de overheid] voert het zwaard niet voor niets [...] en door hem die het slechte doet zijn verdiende straf te geven, toont ze Gods toorn" (Paulus in Romeinen 13:3-4).
Totdat Franciscus paus werd sloot de Katholieke Kerk niet uit dat toevlucht werd genomen tot de doodstraf als de identiteit en de verantwoordelijkheid van de schuldige voldoende konden worden vastgesteld en als dat de enige mogelijke weg was om mensenlevens effectief te beschermen tegen onrechtmatige aanvallers. Als echter onbloedige middelen volstonden om de veiligheid van personen te verdedigen en te beschermen tegen de aanvaller, moest de overheid zich volgens de Katholieke Kerk beperken tot deze middelen, omdat zij beter beantwoordden aan de concrete omstandigheden van het algemeen welzijn en meer in overeenstemming waren met de waardigheid van de menselijke persoon. De Kerk oordeelde tevens dat gezien de mogelijkheden die de overheid thans ter beschikking heeft, de gevallen waarin het absoluut noodzakelijk is de schuldige te doden zeer zeldzaam geworden zijn of praktisch niet meer voorkomen. Paus Franciscus echter oordeelt dat elke doodstraf indruist tegen de menselijke waardigheid die elke mens van God, zijn schepper, krijgt bij zijn of haar bevruchting. Het genoemde artikel in de Catechismus van de Katholieke Kerk is dan ook in deze zin gewijzigd. Bovendien staat er dat de Katholieke Kerk alles in het werk zal stellen om deze straf overal waar deze nog bestaat te doen afschaffen. Franciscus uitte zich tevens kritisch over levenslange gevangenisstraf: Deze mag geen verkapte doodstraf zijn.
Ook andere christelijke kerkgenootschappen, zoals de Anglicaanse Kerk, de methodisten en de Oosters-Orthodoxe Kerk, zijn tegen de doodstraf.
Voorbeelden van christelijke landen waar de doodstraf tot op heden bestaat en wordt uitgevoerd zijn de Verenigde Staten van Amerika (in iets meer dan de helft van de staten), Botswana, Oeganda en Wit-Rusland.

#### Islam
In de islamitische wet (sharia) wordt de doodstraf toegestaan onder andere als hadd, een vaststaande strafmaat. Omdat de jurisprudentie van de sharia het niet toestaat om iets te verbieden wat niet verboden is, is het volgens de sharia ook niet mogelijk om de doodstraf te verbieden. In de meeste islamitische landen, met uitzondering van alle Turkse landen, staat de doodstraf in vredestijd nog in de wet.
Het belangrijkste uitgangspunt in de islam is dat men pas kan leven bij wijze van rechtvaardigheid en recht. Om die reden kan de doodstraf worden toegepast door een rechter als een straf voor de ernstigste misdrijven. Volgens de islam is er weliswaar een eeuwige straf in Gods handen, maar is er ook ruimte voor straf in het leven op aarde. De geest van het islamitische wetboek van strafrecht is om corruptie en tirannie te voorkomen, levens te redden en rechtvaardigheid te bevorderen.
De islamitische filosofie houdt in dat een harde straf dient als afschrikmiddel tegen ernstige misdrijven. Volgens de islamitische wet kunnen op basis van soera Het Vee 151 de volgende twee misdaden worden bestraft met de dood:
- Opzettelijke moord
- Fasad fil-Ardh (het scheppen van wanorde in het land)

Zeg: "Komt, ik zal u verkondigen, wat uw Heer heeft verboden;" namelijk dat gij iets met Hem vereenzelvigt en dat gij uw ouders niet goed behandelt en dat gij uw kinderen uit armoede doodt. - Wij zijn het, Die voor u en voor hen zorgen - en dat gij onbetamelijke daden hetzij openlijk of in het geheim begaat en dat gij een ziel ten onrechte doodt die God heilig heeft verklaard. Dit is, hetgeen Hij u heeft bevolen, opdat gij moogt begrijpen.

##### Opzettelijke moord
De Koran stelt de doodstraf voor moord, hoewel vergeving en mededogen sterk aangemoedigd worden. De familie van het slachtoffer krijgt de keuze om ofwel vast te houden aan de doodstraf ofwel de dader te vergeven en een geldelijke compensatie te accepteren voor hun verlies, zoals gesteld in soera De Koe 178. Deze schadevergoeding wordt diya genoemd.
O jij die gelooft, vergelding inzake doodslag is je voorgeschreven: de vrije man tegen de vrije man, de slaaf tegen de slaaf en de vrouw tegen de vrouw. Maar, indien iemand kwijtschelding is verleend door zijn broeder, dan moet de eis billijk zijn en betaling moet hem worden gedaan met goedheid. Dit is verzachting en barmhartigheid van jouw Heer. Wie daarna overtreedt, hem wacht een pijnlijke straf.

##### Fasad fil-Ardh
Het tweede misdrijf waarvoor de doodstraf kan worden toegepast is vrijer in interpretatie. "Het scheppen van wanorde in het land" kan veel verschillende dingen betekenen. Dit wordt doorgaans echter geïnterpreteerd als die misdaden die op de gemeenschap als geheel van invloed zijn en de samenleving destabiliseren volgens islamitisch inzicht. Hieronder worden gerekend:
- Verraad of geloofsafval en het toetreden tot de vijand in de strijd
- Terrorisme
- Land-, zee- of luchtpiraterij
- Verkrachting
- Overspel
- Homoseksueel gedrag

Geloofsafval kan met de dood bestraft worden in onder andere Afghanistan, Egypte, Irak, Iran, Jemen, Koeweit, Mauritanië, Pakistan, Qatar, Saoedi-Arabië, Soedan, Somalië, Syrië en de Verenigde Arabische Emiraten.
Het verschil tussen diefstal en roverij is dat roverij openlijk plaatsvindt, in tegenstelling tot een diefstal die in het verborgene gebeurt. De genoemde wanorde zou volgens sommige bronnen tijdens de Iraanse Revolutie ruim en losjes geïnterpreteerd zijn.
De Koran stelt in soera Het Licht 2 het volgende betreffende ongeoorloofde seksuele betrekkingen:
De ontuchtige vrouw en de ontuchtige man, geselt beiden met honderd slagen. En laat medelijden met hen u van de gehoorzaamheid aan God niet afhouden indien gij in God en de Laatste Dag gelooft. En laat een aantal gelovigen getuige zijn van hun bestraffing.
Op de betreffende aya is naskh van toepassing. Ondanks dat het lijkt alsof de vastgestelde straf geseling betreft, wordt vanuit de traditie steniging voorgeschreven voor gehuwden; geseling zou alleen betrekking hebben om ongehuwden. In de praktijk wordt de straf nauwelijks ten uitvoer gebracht vanwege de strenge eisen aan de procedure.
Ontucht kan indien de schuldige niet vrijwillig een bekentenis aflegt volgens de islamitische wet zoals gesteld in de Koran alleen als volgt bewezen worden: Vier mannelijke getuigen, die aan alle wettelijke eisen moeten voldoen, dienen de beschuldiging te bevestigen. Omdat van de getuigen verwacht wordt een getuigenis tot in de kleinste details af te leggen is toepassing van de hadd wegens ontucht feitelijk bijna onmogelijk, tenzij de schuldige zelf bereid is een belastende verklaring tegen zichzelf af te leggen. Minderjarigen en geestelijk gehandicapten worden slechts door de rechter berispt.

##### Rechtspraak en uitvoering
In de islam is geen plaats voor eigenrichting; alleen op basis van een deugdelijk proces kan de doodstraf worden opgelegd door een islamitische rechtbank. Door de zwaarte van de straf zijn er zeer strenge normen wat betreft de bewijslast, voordat een veroordeling kan worden uitgesproken. De rechtbank kan daarom ook besluiten een geldboete of gevangenisstraf op te leggen.
De manier van executie varieert van plaats tot plaats. In sommige islamitische landen zijn er methoden opgenomen zoals onthoofding, opknoping, steniging en het vuurpeloton. Executies zijn openbaar om te dienen als waarschuwing tegen toekomstige daders.

## Doodstraf wereldwijd

Doodstraf wereldwijd:
Geen doodstraf
Geen doodstraf in vredestijd
Doodstraf is niet wettelijk afgeschaft, maar wordt niet uitgevoerd
Doodstraf wordt uitgevoerd

In de meeste westerse landen is de doodstraf niet meer in gebruik, met als belangrijkste uitzondering de meeste staten van de Verenigde Staten. In de meeste Aziatische en Afrikaanse landen bestaat de doodstraf wel, al wordt zij met name in westelijk Afrika (uitgezonderd Guinee) niet meer toegepast. In de meeste Latijns-Amerikaanse landen bestaat de doodstraf officieel alleen nog in uitzonderlijke omstandigheden en wordt zij in de praktijk niet meer toegepast.
Volgens gegevens van Amnesty International werden in 2007 ten minste 3000 mensen ter dood veroordeeld, terwijl nog ongeveer 25.000 mensen wachtten op voltrekking van hun vonnis. Officieel zijn er in 2007 wereldwijd ongeveer 1300 mensen ter dood gebracht, maar het werkelijke aantal ligt waarschijnlijk vele malen hoger omdat veel landen geen betrouwbare gegevens publiceren over de doodstraf. In totaal werden in 24 landen mensen ter dood gebracht.
Gegevens over het aantal uitgevoerde doodvonnissen in de zes landen waar de meeste executies worden uitgevoerd staan in onderstaande tabel.  Met uitzondering van de gegevens over de Verenigde Staten zijn de genoemde aantallen waarschijnlijk onderschattingen van het werkelijke aantal.
Landen met het grootste aantal executies
| Land | 2010   | 2017    |
| --- | ------ | ------- |
| China | 470+ ¹ | 1551+ ¹ |
| Iran | 252+   | 525+    |
| Noord-Korea | 60+    |         |
| Jemen | 53+    |         |
| Irak |        | 111+    |
| Pakistan |        | 65+     |
| Verenigde Staten | 46     | 23      |
| Saoedi-Arabië | 27+    | 130+    |
| ¹ Andere bronnen spreken van ten minste 5000 in beide jaren. China beschouwt gegevens over uitvoering van de doodstraf als 'staatsgeheim', vandaar de grote bandbreedte van de schattingen. |        |         |

### Achtergrondinformatie over landen en regio's

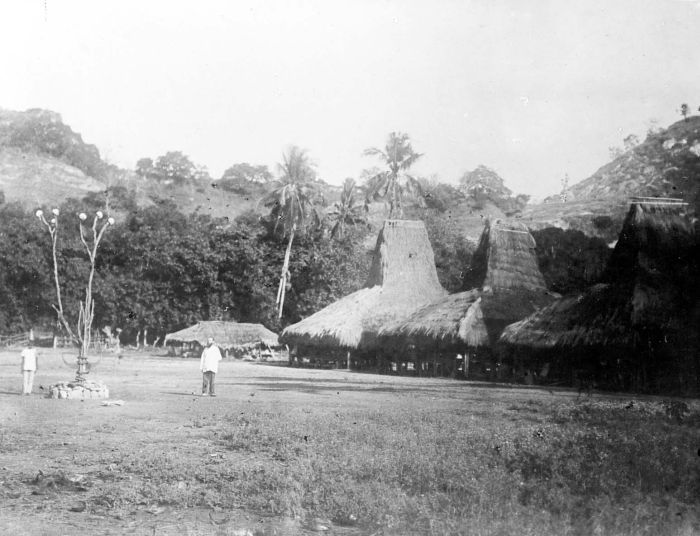
Kampong Oemabara op Soemba met links een boom met schedels van gestraften en op de achtergrond het lijkenhuisje van de radja

Voor meer informatie over de doodstraf in specifieke landen en regio's, zie Bangladesh· België · China · Costa Rica · Duitsland · Europa · Filipijnen · Frankrijk · Gambia · Indonesië · Iran · Japan · Jemen · Marokko · Mauritanië · Nederland · Noorwegen · Qatar · Saoedi-Arabië · Singapore · Spanje · Suriname · Verenigd Koninkrijk · Verenigde Staten · Zuid-Afrika · Zweden

## Doodstraf voor minderjarigen
Het executeren van minderjarigen, oftewel mensen die tijdens het plegen van het misdrijf nog geen achttien jaar waren, is verboden volgens het Verdrag inzake de Rechten van het Kind van de Verenigde Naties.
Drie internationale verdragen hebben deze bepaling overgenomen: het Internationaal Verdrag inzake Burgerrechten en Politieke Rechten, het Amerikaans Verdrag inzake de Rechten van de Mens en het Afrikaans Handvest inzake de Rechten en het Welzijn van het Kind. Op de Verenigde Staten na hebben alle landen ten minste een van deze verdragen geratificeerd.
In maart 2005 verbood het Amerikaanse Hooggerechtshof het executeren van misdadigers die tijdens het uitvoeren van hun misdaad minderjarig waren. Hierdoor is de doodstraf voor minderjarigen in de laatste staten van VS opgeheven en werd direct de doodstraf van ongeveer 80 veroordeelden omgezet in levenslange gevangenisstraf.
De doodstraf voor kinderen komt wereldwijd nog in vijf landen voor: Iran, Soedan, Saoedi-Arabië, Pakistan en Jemen. Van 2005 tot 2008 werden 32 kinderen jonger dan achttien jaar ter dood gebracht, waarvan 26 in Iran. Deze cijfers worden bijgehouden door de mensenrechtenorganisatie Human Rights Watch. Het is niet bekend hoe betrouwbaar deze cijfers zijn. De landen proberen gegevens over de doodstraf voor kinderen namelijk meestal geheim te houden. Amnesty International rapporteerde dat in 2007 in Iran, Saoedi-Arabië en Jemen mensen ter dood zijn gebracht voor misdaden die ze als minderjarige gepleegd hadden.